# Ladytron
Ladytron er en britisk electropop-gruppe fra Liverpool. 

## Baggrund
Ladytron opstod i 1999 da Reuben Wu og Daniel Hunt mødte sangerne Helen Marnie og Mira Aroyo. Bandets navn er taget fra titlen på Roxy Music nummeret med samme navn.

## Plader
- 2001 	604
- 2002 	Light & Magic
- 2005 	Witching Hour
- 2008 	Velocifero
- 2011 Gravity the Seducer

## EPer og opsamlinger
- Miss Black and Her Friends (1999, Bambini, Japan only)
- Softcore Jukebox (2003)
- Extended Play (2006)

## Singler
- 1999 "He Took Her to a Movie"
- 2000 "Playgirl"
- 2000 "Another Breakfast With You"
- 2001 "The Way That I Found You"
- 2001 "Playgirl" (Remix)
- 2002 "Seventeen"
- 2003 "Blue Jeans"
- 2003 "Evil"
- 2005 "Sugar"
- 2005 "Destroy Everything You Touch"
- 2008 "Ghosts"
- 2008 "Runaway"
- 2009 "Tomorrow"
- 2010 "Ace of Hz"
- 2011 "White Elephant"
- 2011 "Ambulances"
- 2011 "Mirage"

## Videoer
- 2000 "Playgirl"
- 2003 "Seventeen"
- 2003 "Blue Jeans"
- 2003 "Evil (UK version)"
- 2003 "Evil (US version)"
- 2005 "Sugar"
- 2005 "Destroy Everything You Touch"
- 2008 "Ghosts"
- 2008 "Runaway"
- 2009 "Tomorrow"
- 2011 "Ace of Hz"
- 2011 "Mirage"

| Musik | Spire Denne musikartikel er en spire som bør udbygges. Du er velkommen til at hjælpe Wikipedia ved at udvide den. |